# 高森奈緒
高森 奈緒（たかもり なを、1973年10月10日 - ）は、日本の女性声優。千葉県出身。

## 来歴
1996年、江崎プロダクション付属養成所入所。1998年から2008年6月まではマウスプロモーションに、2010年9月から2020年頃まではプロダクション・エースに所属していた。

## 人物
趣味・特技はネイルアート、演劇・ライブ鑑賞、消しゴムハンコ作り。

## 代役・後任
2020年にプロダクション・エースを退所して以降は持ち役を降板している。引き継いだ人物は以下の通り。
| 後任     | 役名     | 作品                   | 初担当作品                                          |
| -------- | -------- | ---------------------- | --------------------------------------------------- |
| 松嶌杏実 | イリーナ | 『ゼノブレイドクロス』 | 『ゼノブレイドクロス ディフィニティブエディション』 |

## 出演
太字はメインキャラクター。

### テレビアニメ
1998年
- アンドロイド・アナ MAICO 2010（イズミちゃん）
- デビルマンレディー（坂沢恵美子 他）
- 名探偵コナン（1998年 - 2000年、コンパニオン、美容師A、ハウスキーパー、女、子供B、美少女、館内放送）

1999年
- 週刊ストーリーランド（1999年 -2001年、子供、サム少年、女子生徒、女、OL）
- 星界の紋章（乗員）
- ∀ガンダム（ベルレーヌ・ボンド）
- デュアル!ぱられルンルン物語（早瀬薫）

2000年
- 学校の怪談（子供）
- 風まかせ月影蘭（くま）
- しましまとらのしまじろう（鍵、いぬこ先生）
- 星界の戦旗（2000年 - 2001年、コトポニー、乗員C） - 2シリーズ
- 六門天外モンコレナイト（魔神討伐隊）

2001年
- あぃまぃみぃ!ストロベリー・エッグ（美保の母、音楽教師）
- ガイスターズ FRACTIONS OF THE EARTH（少年）
- ゴーゴー五つ子ら・ん・ど（男の子、子分）
- ココロ図書館（カージーエンジェル）
- サイボーグ009 THE CYBORG SOLDIER（2001年 - 2002年、バレエ少女B、女）

2002年
- アクエリアンエイジ Sign for Evolution（受付嬢、看護婦）
- おねがい☆ティーチャー（轟の妻）
- 天地無用! GXP（玉蓮、水鏡オペレータA）
- パタパタ飛行船の冒険（ハナン村の女）

2004年
- 神無月の巫女（姫宮家のメイド）
- 美鳥の日々（娘娘）

2006年
- 砂沙美☆魔法少女クラブ（待横先生、美紗緒の母）

2007年
- 爆丸バトルブローラーズ（2007年 - 2010年、ワイバーン） - 2シリーズ
- 魔法少女リリカルなのはStrikerS（カリム・グラシア、寮母アイナ）

2008年
- 狂乱家族日記（竜骨寺春風）
- ネオ アンジェリーク Abyss（住民、ルネ〈幼少時代〉） - 2シリーズ

2011年
- R-15（王女）
- DOG DAYS（2011年 - 2012年、シンクの母） - 2シリーズ

2015年
- ISUCA（真一郎の母）
- 魔法少女リリカルなのはViVid（カリム・グラシア）

### OVA
- スレイヤーズえくせれんと（1998年、お針子）
- ポカホンタスII/イングランドへの旅立ち（1998年、港の少年）
- たいせつなきみ You are Special（2002年、パール）
- ルパン三世 生きていた魔術師（2002年、娘C）
- 天地無用!魎皇鬼 第四期（2016年、玉連）

### 劇場アニメ
- 劇場版∀ガンダムI 地球光（2002年、ベルレーヌ[6]）
- 劇場版∀ガンダムII 月光蝶（2002年、ベルレーヌ[7]）
- ハードル（2004年、仁科光[8]）

### ゲーム
1997年
- 御意見無用 Anarchy in the NIPPON

1999年
- クリックメディック（大月姫乃）

2000年
- 電車でGO!3通勤編
- ハッピィサルベージ（パナシェ）
- 立体忍者活劇 天誅 弐（雪蛍）

2001年
- Apocripha/0
- 鬼武者（かえで）

2002年
- 機甲武装Gブレイカー2 同盟の反撃（クラウド同盟オペレータ、デオン連邦士官）
- JOCKEY'S ROAD（こまき）
- DOUBLE-S.T.E.A.L（まどかサイファイ）
- 東京魔人學園外法帖（桧神美冬、ピセル、宮本武蔵、安倍晴明）
- ルパン三世 魔術王の遺産（少年、女性客A、女客）

2003年
- 鬼武者 無頼伝（かえで）
- 魔界転生（くらら）

2004年
- 九龍妖魔學園紀（劉瑞麗）
- 九怨（暮葉）
- 幻想水滸伝IV（カタリナ）
- 此花4 〜闇を祓う祈り〜（百能、諸姉）
- センチメンタルプレリュード（綾崎静音）
- 探偵 神宮寺三郎 KIND OF BLUE（日比野藍子）
- ブラッディロア4（桐島凪）

2005年
- THE お姉チャンバラ2（咲）
- ソニック ラッシュ（ブレイズ・ザ・キャット）
- 天星 SWORDS OF DESTINY（揚媛）
- Twelve〜戦国封神伝〜（ミナル、カツ）
- Rhapsodia（カタリナ）
- 紅忍 血河の舞（黒蜥蜴）
- ワイルドアームズ ザ フォースデトネイター（エニル・アイデム）

2006年
- お姉チャンバラ vorteX 〜忌血を継ぐ者たち〜（咲）
- ソニック・ザ・ヘッジホッグ（ブレイズ・ザ・キャット）

2007年
- スーパーロボット大戦Scramble Commander the 2nd（バレンティナ・レアニカ）
- ソニックと秘密のリング（ブレイズ・ザ・キャット）
- ソニック ラッシュ アドベンチャー（ブレイズ・ザ・キャット）
- マリオ&ソニック AT 北京オリンピック（ブレイズ・ザ・キャット）

2008年
- お姉チャンバラ Revolution（咲）
- ソニックライダーズ シューティングスターストーリー（ブレイズ・ザ・キャット）

2009年
- ソニックと暗黒の騎士（パーシヴァル、ブレイズ・ザ・キャット）
- マリオ&ソニック AT バンクーバーオリンピック（ブレイズ・ザ・キャット）
- リトルアンカー（謎の美女）

2010年
- ソニック フリーライダーズ（ブレイズ・ザ・キャット）
- 東京鬼祓師 鴉乃杜學園奇譚（アンジー・D）

2011年
- お姉チャンバラ SPECIAL（咲）
- ガチトラ! 〜暴れん坊教師 in High School〜（猫田寛子）
- ソニック ジェネレーションズ 白の時空（ブレイズ・ザ・キャット）
- マリオ&ソニック AT ロンドンオリンピック（ブレイズ・ザ・キャット）
- Dead Island（シアン・メイ）

2012年
- お姉チャンバラZ 〜カグラ〜（咲）

2013年
- お姉チャンバラZ〜カグラ〜 With NoNoNo!（咲）
- Dead Island: Riptide（シアン・メイ）
- マリオ&ソニック AT ソチオリンピック（ブレイズ・ザ・キャット）

2014年
- お姉チャンバラZ2 〜カオス〜（咲）
- SOUL SACRIFICE DELTA（エレイン）

2015年
- ゼノブレイドクロス（イリーナ）

2016年
- マリオ&ソニック AT リオオリンピック（ブレイズ・ザ・キャット）

2019年
- チームソニックレーシング（ブレイズ・ザ・キャット）
- マリオ&ソニック AT 東京2020オリンピック（ブレイズ・ザ・キャット）

2020年
- 九龍妖魔學園紀 ORIGIN OF ADVENTURE（劉瑞麗、看護師）

2025年
- ゼノブレイドクロス ディフィニティブエディション（イリーナ）

### ドラマCD
- おまけの小林クン3（大和の母）
- 少年☆周波数【王様の棋譜】第1章 －棋士－（記者）
- 少年☆周波数【王様の棋譜】第2章 －対局－（女教師）
- 世界でいちばん大嫌い（松岡扇子）
- 人形草紙あやつり左近 オリジナルドラマアルバムI（麻子）
- 天使禁猟区（翡翠）
- Weiß kreuz Dramatic Precious 2nd STAGE TEARLESS DOLLS（左乃）
- Weiß kreuz Dramatic Precious Final STAGE DREAMLESS LIFE（左乃）
- 東京鬼祓師 鴉乃杜學園奇譚（アンジー・D）
- ハッピィサルベージ ドラマCD（パナシェ）
- プリンセス・プリンセス（四方谷裕史郎）
- 魔法少女リリカルなのはStrikerS サウンドステージ（カリム・グラシア）
- 山田太郎ものがたり（山田よし子）
- ワイルドアームズ 2ndイグニッション（カノン）

### BLCD
- 君主サマの恋は勝手!（東先生）

### 吹き替え

#### 映画
- 姉のいた夏、いない夏。
- アンディ・ラウの麻雀大将（ウェンディ〈ジジ・リョン〉）
- イリュージョン（マリソル）
- ヴァージン・スーサイズ（メアリー・リスボン〈16歳〉〈A・J・クック〉）
- AVP2 エイリアンズVS.プレデター
- エビデンス -全滅-（バーケス刑事〈ラダ・ミッチェル〉）
- クライムダウン（アリソン〈メリッサ・ジョージ〉）
- ザ・ロック（ジェイド・アンジェルー〈クレア・フォーラニ〉）※日本テレビ版
- ジキル博士とハイド氏（メイベル）
- ジャンヌ・ダルク（カトリーヌ〈ジョアン・グリーンウッド〉）※ソフト版
- 白と黒の恋人たち（リュシー〈ジュリア・フォール〉）
- スターゲイト・ミレニアム
- スウィーニー・トッド フリート街の悪魔の理髪師（ルーシー・バーカー）
- スクール・オブ・ロック（パティ・ディ・マルコ〈サラ・シルバーマン〉、ケイティ〈レベッカ・ブラウン〉）
- スパングリッシュ 太陽の国から来たママのこと（ナレーター〈エイミー・ガルシア〉）
- 続・最後の少林寺（牛化嬌〈林泉〉）
- 沈黙の断崖 ※テレビ朝日版
- デスクロウ（ヘザー〈カリスマ・カーペンター〉）
- デス・ゲーム2025（ジェット〈ヴァレリー・チョウ〉）
- デュエット（リヴ〈グウィネス・パルトロー〉）
- 天使のくれた時間
- ノッキン・オン・ヘブンズ・ドア（店員、看護師、レポーター）
- バイブル・コード（ヨハンナ）
- バレンタイン
- フライト（ニコール・マッゲン〈ケリー・ライリー〉）
- PLANET OF THE APES/猿の惑星（医療主任グレース・アレクサンダー空軍中佐）※オンデマンド配信版
- プリティ・プリンセス（フォンタナ）
- マーヴェリックス/波に魅せられた男たち（ブレンダ・ヘッソン〈アビゲイル・スペンサー〉）
- マイティ・ソー/ダーク・ワールド（ヒーラー[14]）
- 未知との遭遇（ブラッド・ニアリー〈ショーン・ビショップ〉）※DVD版
- 名犬ラッシーの大冒険（ティミー・マーティン〈ジョン・プロヴォスト〉）※DVD版
- ヤング・ブラッド
- ラヴァーズ&ドラゴン（ハクフォン〈セシリア・チャン〉）
- リクルート（レイラ・ムーア〈ブリジット・モイナハン〉）
- レプリカント（女性3）※ソフト版
- ロスト・フューチャー（ドレル〈アナベル・ウォーリス〉）

#### ドラマ
- アリスは何をすべきか知っています!（母・アレクセイ・鳥）
- ER緊急救命室シリーズ
  - シーズン5 #16（若い妻）
  - シーズン11 #15（ルーカス・ショアー〈オースティン・メジャース〉）
- ヴァンパイア・ダイアリーズ（ジュールズ〈ミカエラ・マクマナス〉）
- Lの世界（ティナ・ケナード〈ローレル・ホロマン〉）
- エレメンタリー3 ホームズ&ワトソン in NY（マーガレット・ブレイ〈メイミー・ガマー〉）
- オリバー・ツイスト（別邸のメイド）
- OZ/オズ（シャーリー・ベリンジャー〈キャスリン・アーブ〉）
- キャッスル 〜ミステリー作家は事件がお好き シーズン5（キーラ・ブレイン〈アリッサ・ミラノ〉）
- 救命ハンク3 セレブ診療ファイル（アンナ〈カミーユ・チェン〉）
- クリミナル・マインド FBI行動分析課（ヘイリー・ホッチナー〈メレディス・モンロー〉）
- GRIMM/グリム（メーガン・マーストン〈クリスティーナ・アナパウ〉）
- 刑事ナッシュ・ブリッジス（ジョーディ）
- コーリー ホワイトハウスでチョー大変!（サマンサ・サミュエルズ）
- 恋するインターン（エミリー・オーウェンズ〈メイミー・ガマー〉）
- ザ・ホワイトハウス4
- CSI:ニューヨーク（ジェシカ・エンジェル刑事〈エマニュエル・ヴォージア〉）
- シークレット・アイドル ハンナ・モンタナ（ライザ）
- 笑傲江湖（任盈盈〈シュー・チン〉）
- スピン・シティ（ケリー・アン・フィッツパトリック）
- スーパーナチュラル（リア〈パスカル・ハットン〉）
- S.W.A.T.
  - シーズン1 #12
  - シーズン2 #11（エインズリー〈メレディス・モンロー〉）
- ダラス（スライ、クリストファー・ユーイング〈ジョシュア・ハリス〉）
- チャームド 〜魔女3姉妹〜
- デアデビル（エレクトラ・ナチョス）
- NIP/TUCK マイアミ整形外科医5（ケイト）
- ハイ・インシデント/警察ファイルJ（ステファニー、シャノン）
- バフィー 〜恋する十字架〜（リシャン〈ニコール・プレスコット〉）
- 続ハリーズ・ロー 裏通り法律事務所（ナタリー〈エミリー・ローズ〉）
- トーチウッド 人類不滅の日（エスター・ドラモンド〈アレクサ・ハヴィンス〉）
- ファン・ジニ（イグミ）
- フェームLA（スザンヌ）
- ふたりはふたご（ブライアン〈マーティン・スパンジャーズ〉）
- ボーイ・ミーツ・ワールド（ヒラリー、トレーシー、アリスン、メリー・ベス）
- BONES シーズン2（キャロライン・エップス〈クリスティー・リン・スミス〉）
- メルローズ・プレイス（ジェニファー・マンシーニ〈アリッサ・ミラノ〉）
- THE MENTALIST メンタリストの捜査ファイル
- モエシャ（テイラー・テレサ）
- ヤング・スーパーマン シーズン9
- 愉快なシーバー家（ベッカ〈クリスティ・ハリス〉）
- Loving You（チョ・スギョン〈イ・ユリ〉）
- リゾーリ&アイルズ7 ザ・ファイナル
- LAW & ORDER（セリーナ・サウザリン〈エリザベス・ローム〉）
- LOST（ケイト・オースティン〈エヴァンジェリン・リリー〉）
- 私はラブ・リーガル2 #2（リンジー〈ウィン・エヴェレット〉）

#### テレビ番組
- ライオンたちとイングリッシュ（レオナ、クリック）

#### アニメ
- お助けキッズ!セイブアムス（B・Bジャミー、ティナ）
- くるみ割り人形〜マリーとおかしな仲間たち（リトルピー）
- クマゴロー 宇宙グマの侵略!（女性）
- ケチャップ（客、観衆たち）
- サンダーバード ARE GO（モファット教授）
- シャーク・テイル（箱海豚の少年）
- スクービー&スクラッピードゥー
- スパイダーマン（アシュレイ・カフカ）
- スピリット
- ぞうのババール（クィーン）
- ヘラクレス（女性）
- リトル・ベア（メンドリ）

### ボイスオーバー
- BS世界のドキュメンタリー（NHK-BS1）
- 地球ドラマチック（NHK総合）
  - 「知らない国で暮らしてみれば」（2003年）
  - 「あなたの隣に恐竜が…」（2007年）　
  - 「インドで制服を作ろう! 〜イギリス14歳のチャレンジ〜」（2007年）　
  - 「50年後の未来」（2007年）
  - 「バック・トゥ・ザ・70’sライフ 〜ハイテク創成期を体験〜」（2012年）
- ショップジャパン 通販CM

### CM
- サンクスラジオCM（ナレーション）
- 少年サンデー  ARMS編（恵）
- 横浜FMラジオCM（ナレーション）

### その他コンテンツ
- 携帯電話サイト東京怪談
- 住商通販アブトロニクス（ナレーション 他）